# Rudolf Vrba
Rudolf Vrba, wcześniej Walter Rosenberg (ur. 11 września 1924 w Topolczanach, zm. 27 marca 2006 w Vancouver) – profesor farmakologii na Uniwersytecie Kolumbii Brytyjskiej. Z pochodzenia słowacki Żyd.

## Życiorys
Jako nastolatek w 1942 został wywieziony do obozu koncentracyjnego Auschwitz-Birkenau, w okupowanej przez Niemców Polsce. Zasłynął z ucieczki z obozu w kwietniu 1944 oraz ze współautorstwa szczegółowego raportu na temat masowych morderstw, które miały tam miejsce. Wydaniu tego raportu w Szwajcarii zawdzięcza się zatrzymanie masowej deportacji węgierskich Żydów do Auschwitz w lipcu 1944, co ocaliło ponad 200 000 istnień ludzkich.
W kwietniu 1944 trzy tygodnie po wkroczeniu wojsk niemieckich na Węgry, Vrba razem z kolegą Alfrédem Wetzlerem uciekli z Auschwitz. Było to krótko przed rozpoczęciem przez SS masowych deportacji ludności żydowskiej z Węgier do obozu.
Po przybyciu na Słowację 24 kwietnia 1944, mężczyźni przekazali urzędnikom żydowskim informacje, które stały się znane jako raport Vrba–Wetzler. Raport mówił między innymi o tym, że przewiezieni do Auschwitz zostali zagazowani, a nie „przesiedleni”, jak utrzymywali Niemcy.
Minęło kilka tygodni, zanim raport został rozpowszechniony wystarczająco szeroko, by zwrócić uwagę rządów. Masowe transporty węgierskich Żydów do Auschwitz rozpoczęły się 15 maja 1944, w tempie 12 000 osób dziennie. Większość trafiała prosto do komór gazowych.
Od końca czerwca do lipca 1944 materiały z raportu Vrba – Wetzler pojawiały się w gazetach i audycjach radiowych w Stanach Zjednoczonych i Europie, szczególnie w Szwajcarii, gdzie zostały wydane przez George’a Mantella, zachęcając światowych liderów do apelowania do węgierskiego regenta Miklósa Horthyego o zatrzymanie deportacji.
2 lipca siły amerykańskie i brytyjskie zbombardowały Budapeszt, a 6 lipca, starając się o suwerenność, Horthy zarządził zakończenie deportacji. Do tego czasu ponad 434 000 węgierskich Żydów zostało „deportowanych” w 147 pociągach – prawie cała ludność żydowska z węgierskiej wsi – ale kolejne 200 000 w Budapeszcie zostało uratowanych.
Kiedy Rada ds. Uchodźców Wojennych w USA opublikowała raport Vrba–Wetzler ze znacznym opóźnieniem w listopadzie 1944, „New York Herald Tribune” określił go jako „najbardziej szokujący dokument wydany kiedykolwiek przez agencję rządową Stanów Zjednoczonych”. Pomimo iż sprawa ludobójstwa odbywającego się na terenie Auschwitz była już poruszana w raportach uciekinierów narodowości między innymi polskiej, historyk Miroslav Kárný uznał, że jest wyjątkowy ze względu na „bezkompromisową szczegółowość”.
Po wojnie Vrba studiował chemię i biologię na Uniwersytecie Karola w Pradze, gdzie napisał pracę o metabolizmie kwasu masłowego, pracował jako biochemik także w Anglii oraz w Kanadzie.
Vrba do końca życia argumentował, że gdyby raport został szeroko rozpowszechniony wcześniej, „deportowani” mogliby odmówić wejścia do wagonów, a przynajmniej, że ich panika zakłóciłaby transport.
Vrba zmarł na raka, w wieku 81 lat, 27 marca 2006 w szpitalu w Vancouver. Przeżyła go jego pierwsza żona – Gerta Vrbová, jego druga żona – Robin Vrba, jego córka – Zuza Vrbová Jackson i jego wnuki, Hannah i Jan. Wcześniej od niego, w 1982 r., zmarła jego starsza córka – dr Helena Vrbova, podczas projektu badawczego dotyczącego malarii w Papui-Nowej Gwinei. Robin Vrba podarowała dokumenty Vrby do Biblioteki Prezydenckiej i Muzeum Franklina D. Roosevelta w Nowym Jorku.

## Prace

### Holocaust
- (1998). „Science and the Holocaust”, Focus, University of Haifa (edytowana wersja przemówienia Vrby po otrzymaniu honorowego doktoratu).
  - (1997). „The Preparations for the Holocaust In Hungary: An Eyewitness Account”, in Randolph L. Braham(inne języki), Attila Pok (eds.). The Holocaust in Hungary. Fifty years later. New York: Columbia University Press, 227–285.
  - (1998). „The Preparations for the Holocaust In Hungary: An Eyewitness Account”, in Randolph L. Braham(inne języki), Attila Pok (eds.). The Holocaust in Hungary. Fifty years later. New York: Columbia University Press, 227–285.
- (1996). „Die mißachtete Warnung. Betrachtungen über den Auschwitz-Bericht von 1944”. Vierteljahrshefte für Zeitgeschichte, 44(1), 1–24.
- (1992). „Personal Memories of Actions of SS-Doctors of Medicine in Auschwitz I and Auschwitz II (Birkenau)”, in Charles G. Roland et al. (eds.). Medical Science without Compassion, Past and Present. Hamburg: Stiftung für Sozialgeschichte des 20. Jahrhunderts.
- (1989). „The Role of Holocaust in German Economy and Military Strategy During 1941–1945”, Appendix VII in I Escaped from Auschwitz, 431–440.
- (1966). „Footnote to the Auschwitz Report”, Jewish Currents, 20(3), 27.
- (1963) with Alan Bestic. I Cannot Forgive. London: Sidgwick and Jackson.
  - (1964) with Alan Bestic. Factory of Death. London: Transworld Publishers.
  - (1989) with Alan Bestic. 44070: The Conspiracy of the Twentieth Century. Bellingham, WA: Star & Cross Publishing House.
  - (2002). I Escaped from Auschwitz. London: Robson Books.

### Badania akademickie
- (1975) with E. Alpert; K.J. Isselbacher. „Carcinoembryonic antigen: evidence for multiple antigenic determinants and isoantigens”. Proceedings of the National Academy of Sciences of the United States of America, 72(11), November 1975, 4602–4606.
- (1974) with A. Winter; L. N. Epps. „Assimilation of glucose carbon in vivo by salivary gland and tumor”. American Journal of Physiology, 226(6), June 1974, 1424–1427.
- (1972) with A. Winter. „Movement of (U- 14 C)glucose carbon into and subsequent release from lipids and high-molecular-weight constituents of rat brain, liver, and heart in vivo”. Canadian Journal of Biochemistry(inne języki), 50(1), January 1972, 91–105.
- (1970) with Wendy Cannon. „Molecular weights and metabolism of rat brain proteins”. Biochemical Journal, 116(4), February 1970, 745–753.
- (1968) with Wendy Cannon. „Gel filtration of [U-14C]glucose-labelled high-speed supernatants of rat brains”. Journal of Biochemistry, 109(3), September 1968, 30P.
- (1967). „Assimilation of glucose carbon in subcellular rat brain particles in vivo and the problems of axoplasmic flow”. Journal of Biochemistry, 105(3), December 1967, 927–936.
- (1966). „Effects of insulin-induced hypoglycaemia on the fate of glucose carbon atoms in the mouse”. Journal of Biochemistry, 99(2), May 1966, 367–380.
- (1964). „Utilization of glucose carbon in vivo in the mouse”. Nature, 202, 18 April 1964, 247–249.
- (1963) with H. S. Bachelard; J. Krawcynski. „Interrelationship between glucose utilization of brain and heart”. Nature, 197, 2 March 1963, 869–870.
- (1962) with H. S. Bachelard, et al. „Effect of reserpine on the heart”. The Lancet, 2(7269), 22 December 1962, 1330–1331.
- (1962) with M. K. Gaitonde; D. Richter. „The conversion of the glucose carbon into protein in the brain and other organs of the rat”. Journal of Neurochemistry(inne języki), 9(5), September 1962, 465–475.
- (1962). „Glucose metabolism in rat brain in vivo”. Nature, 195 (4842), August 1962, 663–665.
- (1961) with Kunjlata Kothary. „The release of ammonia from rat brain proteins during acid hydrolysis”. Journal of Neurochemistry, 8(1), October 1961, 65–71.
- (1959) with Jaroslava Folbergrova. „Observations on endogenous metabolism in brain in vitro and in vivo”. Journal of Neurochemistry 4(4), October 1959, 338–349.
- (1958) with Jaroslava Folbergrova. „Endogenous Metabolism in Brain Cortex Slices”. Nature, 182, 26 July 1958, 237–238.
- (1957) with Jaroslava Folbergrova; V. Kanturek. „Ammonia Formation in Brain Cortex Slices”. Nature, 179(4557), March 1957, 470–471.
- (1956). „On the participation of ammonia in cerebral metabolism and function”. Review of Czechoslovak Medicine, 3(2), 81–106.
- (1955). „Significance of glutamic acid in metabolic processes in the rat brain during physical exercise”. Nature, 176(4496), 31 December 1955, 1258–1261.
- (1955). „A source of ammonia and changes of protein structure in the rat brain during physical exertion”. Nature, 176(4472), 16 July 1955, 117–118.
- (1955). „Effect of physical stress on metabolic function of the brain. III. Formation of ammonia and structure of proteins in the brain”. Chekhoslovatskaia Fiziologila., 4(4), 397–408 (in German).
- (1954) with Arnošt Kleinzeller; Jiři Málek. Manometrické metody a jejich použití v biologii a biochemii. Prague: Státní Zdravotnické Nakladatelství („State Health Publishing”).

## Wyróżnienia
W 1998 Uniwersytet w Hajfie, z inicjatywy Ruth Linn, przyznał Vrbie przy wsparciu Jehudy Bauera doktorat honoris causa. Vrba został odznaczony Czechosłowackim Medalem za Waleczność, Orderem Słowackiego Powstania Narodowego (klasa 2) oraz Medalem Honoru Czechosłowackich Partyzantów, za udział w Słowackim Powstaniu Narodowym. W 2007 otrzymał od rządu słowackiego Order Białego Podwójnego Krzyża, 1. klasy.
W 1992 r. brytyjski historyk Martin Gilbert poparł nieudaną kampanię, aby Vrba otrzymał Order Kanady. Kampania była wspierana przez Irwina Cotlera, byłego prokuratora generalnego Kanady, który w tym czasie był profesorem prawa na Uniwersytecie McGill. Podobnie Bauer bezskutecznie wtedy proponował przyznanie Vrbie doktoratu honoris causa Uniwersytetu Hebrajskiego (Vrba uzyskał to wyróżnienie w 1998 r.).